# Thể bào tử

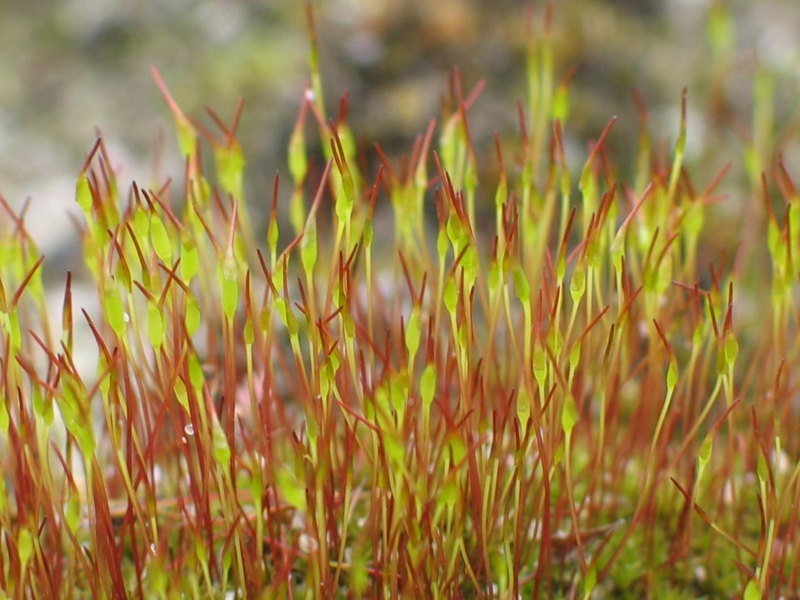
Những thể bào tử nhỏ của rêu Tortula muralis. Ở các loài rêu, thể giao tử là thế hệ chiếm ưu thế, trong khi thể bào tử thì gồm các thân nhỏ mang theo bọc bào tử, phát triển từ phần chóp của thể giao tử.

Thể bào tử là trạng thái lưỡng bội đa bào trong vòng đời của thực vật hoặc tảo. Nó phát triển từ các hợp tử được tạo ra khi mà một tế bào trứng đơn bội được thụ tinh bởi một tinh trùng đơn bội, do đó mỗi tế bào đều có một bộ nhiễm sắc thể kép, từ cây bố và mẹ. Tất cả các loài thực vật trên mặt đất, và hầu hết các loài tảo, đều có vòng đời mà giai đoạn thể bào tử lưỡng bội đa bào luân phiên với giai đoạn thể giao tử đơn bội đa bào. Ở các loài thực vật có hạt, thực vật hạt trần và thực vật có hoa, giai đoạn thể bào tử nổi bật hơn là thể giao tử, và là cây có màu xanh quen thuộc với rễ, thân, lá cùng với quả hình nón hay hoa. Ở thực vật có hoa, thể giao tử rất hạn chế về kích thước, và thường được đại diện bởi hạt phấn và túi phôi.
Thể bào tử tạo ra bào tử bằng sự giảm phân. Những bào tử giảm phân này phát triển thành một thể giao tử. Cả bào tử và thể giao tử sau đó đều là đơn bội, có nghĩa rằng chúng chỉ có một bộ nhiễm sắc thể tương đồng. Thể giao tử trưởng thành sẽ tạo ra giao tử đực hay cái (hoặc cả hai) bằng sự nguyên phân. Sự kết hợp của giao tử đực và cái sẽ tạo ra một hợp tử lưỡng bội và sẽ phát triển thành một thể bào tử mới. Chu kỳ này được biết với tên gọi là "sự luân phiên giữa các thế hệ" hay là "sự luân phiên giữa các giai đoạn".

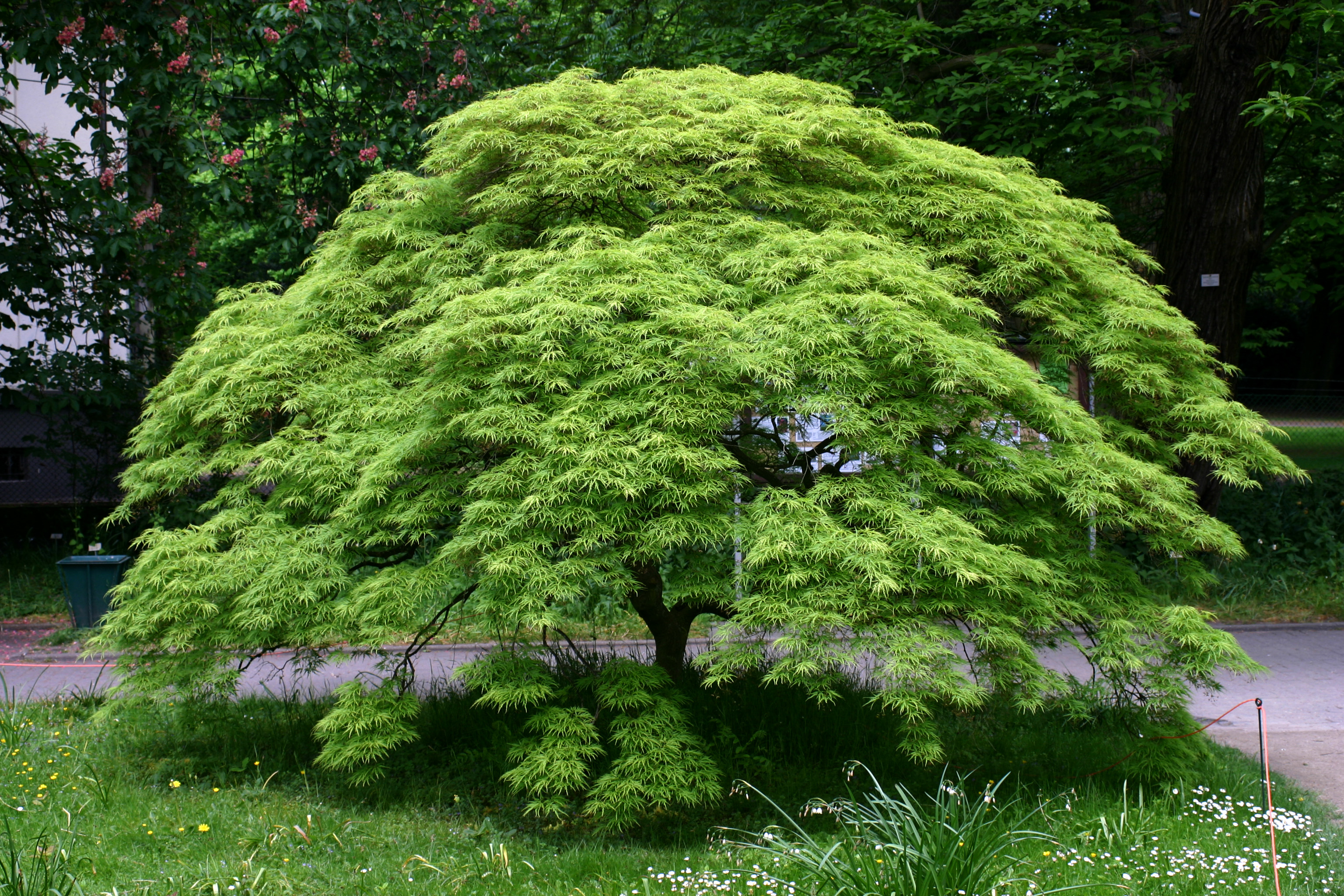
Ở những thực vật có hoa, thể bào tử bao gồm toàn bộ cơ thể đa bào, ngoại trừ hạt phấn và túi phôi.

Ở các loài rêu (Ngành Rêu, rêu tản (livewort), rong nước (hornwort)) có một giai đoạn thể giao tử chiếm ưu thế mà thể bào tử trưởng thành phải phụ thuộc vào đó vì các dưỡng chất. Phôi thể bào tử phát triển bằng cách phân chia tế bào của hợp tử bên trong cơ quan sinh dục cái là túi chứa noãn (archegonium), và do đó ở giai đoạn mới phát triển, phôi thể bào tử được nuôi dưỡng bởi thể giao tử. Bởi vì tính năng nuôi dưỡng phôi trong vòng đời rất phổ biến ở các loài thực vật trên mặt đất nên chúng còn được gọi chung là thực vật có phôi.

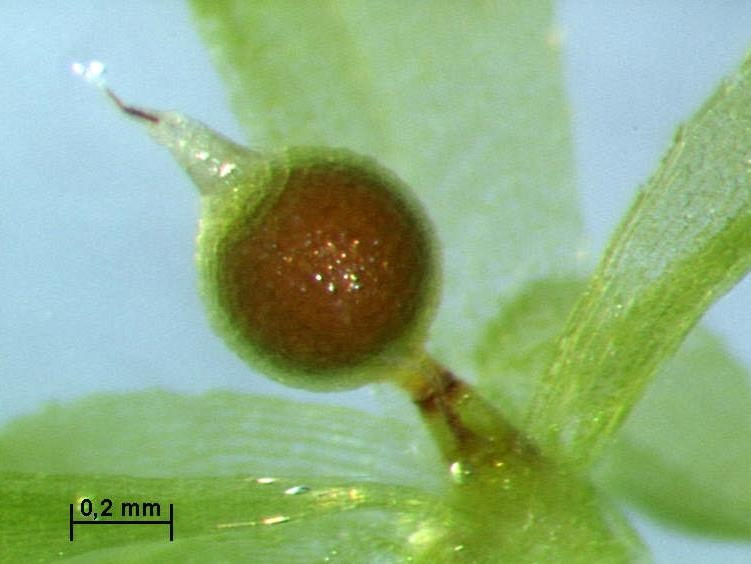
Bào tử thể Cleistocarpous của loài rêu Physcomitrella patens

Hầu hết các loại tảo đều có các thế hệ mà thể giao tử chiếm ưu thế, nhưng ở một vài loài thì thể giao tử và thể bào tử lại tương tự nhau về mặt hình thái (isomorphic – đồng hình). Thể bào tử độc lập là dạng chiếm ưu thế của tất cả cá loài thạch tùng (club-moss), mộc tặc, dương xỉ, thực vật hạt trần, thực vật hạt kín (thực vật có hoa) mà tồn tại cho đến ngày nay. Những thực vật trên mặt đất ban đầu đã có các thể bào tử mà tạo ra các bào tử giống y như nhau (đồng dạng bào tử) nhưng tổ tiên của các loài thực vật hạt trần đã tiến hóa các vòng đời khác dạng bào tử, mà bào tử tạo ra các thể giao tử đực và cái với kích cỡ khác nhau. Đại bào tử cái thường lớn hơn và có số lượng ít hơn so với tiểu bào tử đực.
Trong suốt khoảng thời gian của kỷ Devon, vài nhóm thực vật đã tiến hóa một cách độc lập và trở thành "khác dạng bào tử" và từ đó mang thói quen "tạo bào tử bên trong". Khi đó các thể giao tử phát triển thành một thể thu nhỏ bên trong vách bào tử. Ngược lại, với các thực vật "tạo bào tử bên ngoài", bao gồm các loài dương xỉ hiện đại, thể giao tử phá vỡ lớp vách của bào tử khi nảy mầm và phát triển bên ngoài. Thể đại giao tử của các thực vật "tạo bào tử bên trong" chẳng hạn như dương xỉ có hạt thì phát triển bên trong bọc bào tử của thể bào tử mẹ, tạo ra thể giao tử cái đa bào với những cơ quan sinh dục cái hoàn hảo, hay là túi chứa noãn. Noãn bào được thụ tinh trong túi chứa noãn bởi những tinh trùng bơi tự do bằng roi, được sinh ra từ các giao tử đực thu nhỏ được gió mang đến ở dạng "tiền hạt phấn"". Hợp tử được tạo thành sẽ phát triển thành thế hệ thể bào tử tiếp theo nhưng vẫn được giữ lại bên trong cấu trúc "tiền noãn". Cấu trúc đó là bào tử giảm phân cái dạng lớn, hoặc là đại bào tử được chứa trong bọc bào tử đã biến đổi, hoặc là phôi tâm của thể bào tử mẹ. Sự tiến hóa của "khác dạng bào tử" và "tạo bào tử bên trong" là một trong những bước tiến hóa sớm nhất ở hạt giống của các loài mà được sinh ra bởi thực vật hạt trần và thực vật hạt kín ngày nay.